# Kaamba
El kaamba (kikaamba en kaamba) és una llengua kongo que es parla a la República del Congo. L'any 2000 hi havia 3.018 parlants, a la regió de Bouenza, concretament als districtes Nkayi, Madingou, Mfouat i Boko-Songho. El seu codi ISO 639-3 és xku.